# 군사연습

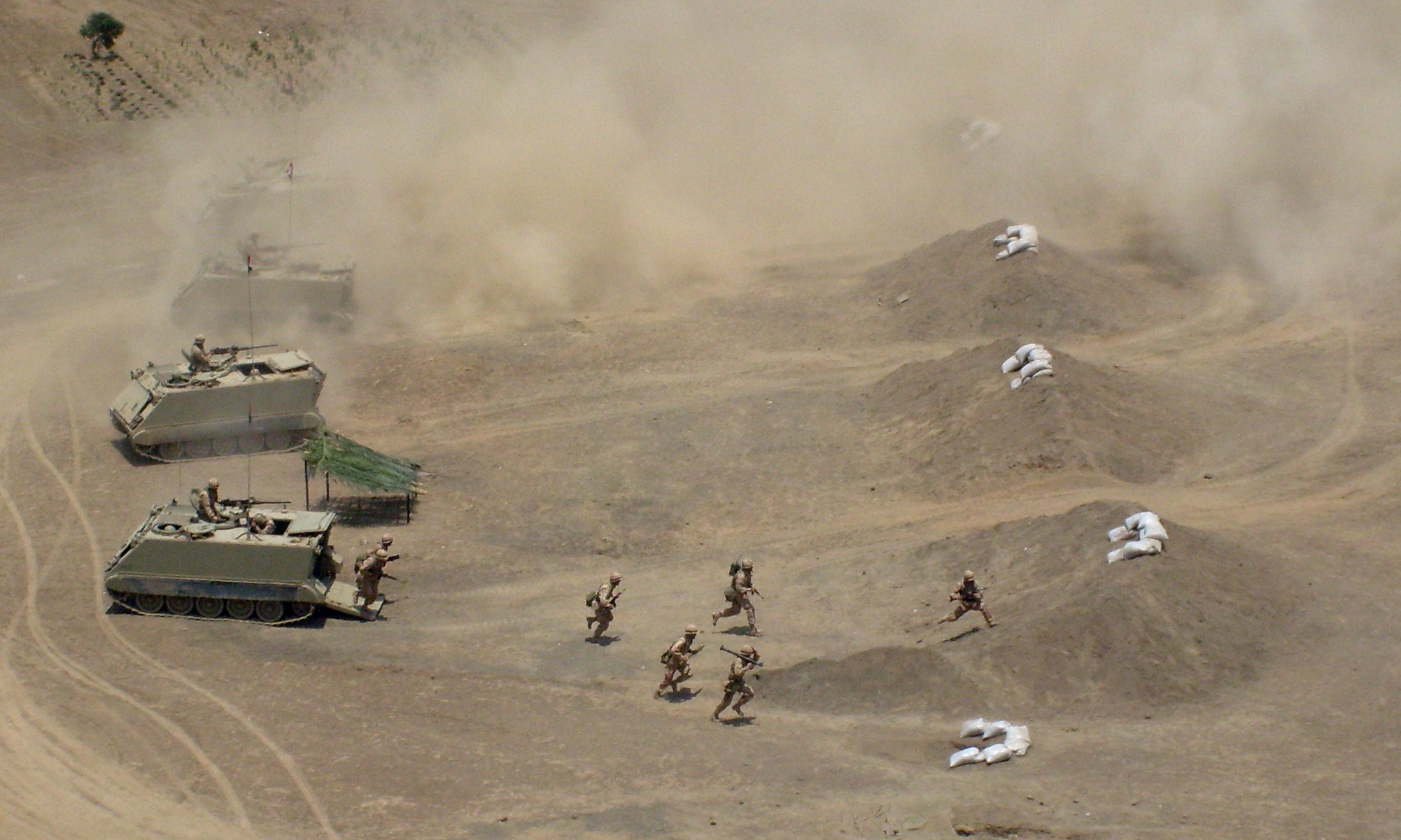

군사연습(軍事演習)은 군사 분야에서 군인의 육성을 목표로 전투를 연습하는 것을 말한다. 군사 기술을 군인들이 부여하기 위한 훈련과는 엄격하게 다르다. 군인의 육성 외에 무기의 운용 테스트 및 평가를 목적으로 실시되는 일도 있다. 20세기 이후의 군사연습은 종종 실전 전략과 같은 코드명을 붙인 것이 많이 행해지고 있다.

## 쿠데타
군대가 쿠데타를 일으켜 왕궁을 포위하려는 경우, 군대이동의 명분이 없으면, 이동하기 전에 발각이 된다. 따라서 기만이 필요한데, 군사연습이라는 이유로 군대를 왕궁 근처로 이동시키는 것이, 역사적 기록에도 자주 나온다.

## 침략전쟁
손자병법에서 전쟁은 처음부터 끝까지 기만이라고 했다. 침략전쟁을 하기 위해 완전무장과 실탄, 전투식량 등 군수지원을 완벽하게 풀가동한 군대를 배치하는 경우, 상대국이 침략전쟁의 가능성 증가행위에 대한 항의를 하면, 군사연습이라고 기만하는 것이 통례이다.
보통, 평상시의 군대는 완전무장을 하지는 않으며, 전투식량이나 전투군수지원을 완벽하게 준비하거나 풀가동하지는 않는다. 이러한 준비를 하는데는 상당한 시일이 걸린다. 상대방 군대가 군사훈련이라는 핑계를 대면서, 전투준비태세를 완료하고 완전무장한 채로 접근하는 경우, 수일의 시간과 상당한 비용이 요구되는 전투준비태세를 동시에 완비하여 대비하지 않으면, 기만전술에 당할 수가 있다.
침략전쟁은 국제형사재판소 등에서 처벌하나, 보통, 선제 침략한 국가는 자신이 국제법상의 침략범죄를 저질렀다고 자백하지는 않으며, 자작극을 하든 억지 주장을 하든, 먼저 침략을 당했다고 주장하면서, 자위권을 행사하여 방어한 것에 불과하다며 기만하는 것이 일반적이다. 전쟁은 시작부터 끝까지, 하나부터 열까지 모든 것이 기만이라는 것이 손자병법에 나오는 주장이고, 미국은 월남전 패전 후 육군사관학교 등에서 손자병법을 크게 연구하여, 그 전략전술을 실제로 적용하고 있는 나라로 전세계에 잘 알려져 있다.

## 같이 보기
- 기동전
- 시뮬레이션